# Херардо Вакарецца
Херардо Вакарецца (ісп. Gerardo Vacarezza; нар. 16 серпня 1965) — колишній чилійський тенісист.
Найвищу одиночну позицію світового рейтингу — 165 місце досяг 29 серпня 1988, парну — 282 місце — 17 листопада 1986 року.
Гравець-правша, Вакаресса брав участь у п'яти матчах Кубка Девіса за Чилі з 1986 по 1991 рік. Вакаресса виграв один з трьох своїх поодиноких матчів проти бразильця Нельсона Аертса. Він також переміг у парному розряді майбутню першу ракетку світу Марка Ноулза з Багамських островів.

## Титули на челленджерах

### Одиночний розряд: (2)
| Ранг | Рік  | Турнір           | Покриття | Суперник             | Рахунок  |
| ---- | ---- | ---------------- | -------- | -------------------- | -------- |
| 1.   | 1986 | Knokke, Бельгія  | Ґрунт    | Крістер Аллгард      | 6–3, 6–3 |
| 2.   | 1988 | Остенде, Бельгія | Ґрунт    | Срінівасан Васудеван | 6–1, 6–1 |